# Separate
Separate (bürgerlich Sebastian Faisst) ist ein deutscher Rapper aus Mainz und Mitgründer des Labels Buckwheats Music.

## Biografie
Inspiriert durch Tupac Shakur begann Sebastian Faisst unter dem Pseudonym Separate, mit der Formation ChillatWill in Wiesbaden an diversen Freestyle-Battles teilzunehmen und veröffentlichte 2000 das Freestyle-Tape Was auch immer du sagst.
Nachdem er Kool Savas im Anschluss zu einem Konzert in Wiesbaden ein Demotape gegeben hatte, erfolgte eine Einladung von diesem nach Berlin. Nach diversen Aufnahmen bei Savas, sowie Kontaktaufnahme mit dem Independent-Label Royal Bunker, erfolgte 2003 die Veröffentlichung von Separates Debütalbum ÜberlegDirWasDuSagst über Royal Bunker.
Wegen Differenzen mit dem Organisator von Royal Bunker, Marcus Staiger, trennte sich Separate wieder von dessen Label. Spekulationen darüber, dass Separate zum Label Optik Records von Kool Savas wechseln würde, wurden durch die Gründung von Buckwheats Music, welches Separate mit einem langjährigen Freund gründete, beendet.
2004 lernte er bei einem Jam die Rapper Abroo und Casper kennen, mit denen er die Formation Kinder Des Zorns gründete. Mitte September 2004 erschien über Buckwheats das gemeinsame Album Rap Art War. Nachdem Casper die Formation verlassen hatte, trennte sich die Gruppe kurz nach Veröffentlichung des Albums.
2005 erschien mit Zahltag das zweite Soloalbum, auf dem u. a. der amerikanische Rapper Cormega einen Gastbeitrag hatte. Die Veröffentlichung der Single Deutschlands Hustler folgte kurz nach dem Album. Separate war 2005 auch mit zwei Features auf Prinz Pornos Album Zeit ist Geld vertreten. Im folgenden Jahr erschienen Bourbon mit Abdel, ein Mixtape (Die Jagd auf den König), sowie das gemeinsame Album mit Vega (Deutsche Probleme).
Im Juli 2007 erschien mit Ein guter Tag zum Sterben sein drittes Soloalbum, auf dem angedeutet wurde, dass es sein letztes sein würde. Separate ließ allerdings in diversen Interviews mit Onlinemagazinen, wie auch der Printpresse offen, ob es tatsächlich sein letztes Album sein wird.
2009 erschien im November das Album Movement von dem Hamburger Produzenten Monroe, auf dem mehrere Tracks enthalten sind, auf denen Separate zu hören ist.
Im Spätsommer 2013 erschien mit einjähriger Verzögerung sein mittlerweile viertes Soloalbum El Mariachi mit Features u. a. von Overdoze, Eko Fresh, Lakman, Abroo, sowie weiteren Künstlern.
Am 5. Januar 2015 kam in Vorbereitung auf das anstehende Album „Wahrheit“ (16. Januar 2015) die Free-EP „Weg zur Wahrheit“ mit acht Tracks ins Netz.

## Diskografie
Alben
- 2000: Was auch immer Du sagst (Freestyle Tape)
- 2003: ÜberlegDirWasDuSagst
- 2005: Zahltag
- 2006: Die Jagd auf den König (Mixtape)
- 2007: Ein guter Tag zum Sterben
- 2008: Die Jagd auf den König 2 (Mixtape)
- 2013: El Mariachi (Album)
- 2015: Wahrheit (Album)
- 2015: Die Jagd auf den König 3 (Mixtape 2CD)
- 2020: 2020 (Compilation)
- 2022: Lost Tapes 1 (Compilation)

EPs
- 2003: Nichts zu verlieren (EP)
- 2012: Mosaik (EP mit DLG)
- 2015: Weg zur Wahrheit (EP)

Kollaborationen
- 2004: Rap Art War (als Kinder Des Zorns)
- 2004: 1. Liga (mit Prinz Porno)
- 2006: Bourbon (mit Abdel)
- 2006: Deutsche Probleme (mit Vega)

Singles
- 2002: Hard 2 Amuse (Vinyl Maxi-Single)
- 2003: Ein Schritt weiter/Nichts zu verlieren
- 2005: Deutschlands Hustler
- 2015: Ehrenmann

Juice-Exclusives
- 2002: Image ist Rap (Juice-CD #25)
- 2003: Profis wie wir (Juice-CD #29)
- 2005: Zahltag (Remix) (feat. Olli Banjo) (Juice-CD #57)
- 2006: Komplett geboxt (Separate & Ercandize) (Juice-CD #65)
- 2006: Money Talks (Separate & Monroe) (Juice-CD #66)
- 2007: Leben und sterben lassen (Juice-CD #76)
- 2007: So lange ich atme (Separate feat. Vega) (Juice-CD #77)
- 2007: Was ihr redet (Ercandize, Vega, Marteria & Separate) (Juice-CD #80)
- 2007: Zornig (Juice Remix) (Juice-CD #82)
- 2014: Ich Fliege Weg (Separate feat. Adas) (Juice-CD #126)